# Coelostathma caerulea
Espèce
Coelostathma caerulea est une espèce de papillons de nuit de la famille des Tortricidae.

## Répartition et habitat
Coelostathma caerulea est décrite du Costa Rica.

## Taxinomie
L'espèce Coelostathma caerulea est décrite par Bernard Landry en 2001.